# دنیلو بوهاینکو
دنیلو بوهاینکو (اوکراینی: Данило Юрійович Бугаєнко؛ زادهٔ ۴ اکتبر ۲۰۰۲) بازیکن فوتبال اهل اوکراین است.